# Östadkulle
Östadkulle is een plaats in de gemeente Vårgårda in het landschap Västergötland en de provincie Västra Götalands län in Zweden. De plaats heeft 246 inwoners (2005) en een oppervlakte van 28 hectare.